# SN 2000en
SN 2000en – supernowa typu Ia odkryta 16 listopada 2000 roku w galaktyce A004308-0023. W momencie odkrycia miała maksymalną jasność 20,20m.